# Макаєва Світлана Миколаївна
Світлана Миколаївна Макаєва (22 березня 1962 , Драчкове, Мінська область ) — українська тренерка з хокею на траві, майстер спорту України (1993), заслужений тренер України (1997).

## Життєпис та спортивна кар'єра
Світлана Макаєва народилася 1962 року в с. Драчково Мінської області Білоруської РСР. Після закінчення середньої школи переїхала до українського міста Суми, де навчалася до 1983 року в державному педагогічному інституті імені А. С. Макаренка. 
Ще під час навчання в закладі вищої освіти в 1979—1985 роках грала у сумській команді «Буревісник». Від 1986 року (з перервою) працює тренеркою-викладачкою СДЮШОР «Динамо» (Суми). Також у 1996 році була призначена тренеркою молодіжної збірної команди України хокею на траві. Під її керівництвом молодіжної збірна команда України хокею на траві (складалася переважно із сумських хокеїсток) успішно виступала на молодіжних чемпіонатах Європи. 1996 року українські хокеїстки вибороли срібло, а потім, у 1998 та 2000 роках були бронзовими призерками.
У 2003—2005 роках переїхала до Італії, де працювала тренеркою клубу вищої ліги «Катанья». Потім знову повернулася до Сум та продовжила тренувати дівчат грі хокею на траві. У 2007 році паралельно (за сумісництвом) була призначена головною тренеркою спортивного клубу «Сумчанка». 
2009 року Світлана Макаєва призначена тренеркою національної збірної команди України з хокею на траві та індор-хокею. Основу головної команди країни склали хокеїстки клубу «Сумчанка». Під її керівництвом національна збірна України з хокею на траві та індор-хокею стала призеркою чемпіонатів світу (2011, 3-тє м.) та Європи (2010, 1-ше м.), Кубка європейських чемпіонів (2009, 2-ге м.; 2015, 3-тє м.) з індор-хокею. 2013 року закінчила Національний університет фізичного виховання і спорту України у Києві.
Світлана Макаєва станом на 2017 рік підготувала 35 майстрів спорту, 17 майстрів спорту міжнародного класу. Серед її вихованок — Марина Виноградова, Г. Глиненко, С. Гуменна, Т. Кобзенко, Я. Сітало, Б. Садова.